# جو شو (برنامج)
جو شو عرض تلفزيوني سياسي كوميدي ساخر من تقديم الإعلامي المصري يوسف حسين، يتألف العرض من فقرات متنوعة تتناول الأوضاع السياسية والاجتماعية في العالم العربي مع التركيز عليها في مصر، تحديدًا بعد الانقلاب العسكري في 2013. بدأ عرضه على قناة التلفزيون العربي في يونيو 2016 خلال شهر رمضان 1438 هـ، وتتابعت مواسمه بعد ذلك واستمرت حتى اليوم. يرجع أساس العرض لسلسة حلقات بعنوان «جو تيوب» كانت تُعرض على منصة يوتيوب بدأ من العام 2013، وبعد نجاح السلسلة وتحقيقها لمشاهدات عالية، توقفت لفترة وعادت بحلة جديدة كعرض توك شو أسبوعي عبر قناة التلفزيون العربي كل يوم خميس. تعرض حلقاته كذلك على قناة تلفزيون سوريا.

## نشأة البرنامج
بعد بداية الربيع العربي لم يكن لدى فريق العمل أدنى فكرة بإنشاء قناة جوتيوب في البداية، وأتت الفكرة «بمحض الصدفة» حسب ما قال يوسف حسين في لقاء على قناة سوريا. بعد ثورة 30 يونيه في مصر 2013 قام يوسف حسين وأحمد الذكيري بإنشاء مقطع فيديو سياسي ساخر مدافعًا فيه عن الرئيس السابق مرسي وتحميله على موقع اليوتيوب، وحقق أكثر من نصف مليون مشاهدة في وقت قصير، وبعد شهر تقريبًا قام جو «يوسف» والذكيري بتكوين فريق عمل صغير، وإنشاء قناة جوتيوب على اليوتيوب، وعلى مدار شهور قاموا بعمل 12 حلقة ساخرة عن تناقضات التيار الليبرالي السياسي، وتناقض الإعلامين بعد الثورة، فقام فريق جوتيوب بعمل 31 حلقة ناقش من خلالها جميع الأحداث التي مرت بمصر بشكل ساخر، وتخطى مشتركو قناة اليوتيوب أكثر من مليون ونصف مشترك وقامت بعض القنوات التلفزيونية بعرض الحلقات على شاشاتها  مثل الجزيرة مباشر مصر، وقناة الشرق وقناة رابعة.

## الصحافة والتلفزيون
- تحت عنوان «كفي فكاهة الآن» كتبت صحيفة «دي تسايت» الألمانية تقريرًا مطولًا عن البرنامج بتاريخ 27 أغسطس 2013[6]
- لقاء فريق جو تيوب علي الجزيرة مباشر مصر.[7]

## العرض
| الموسم | البداية       | النهاية       | عدد الحلقات | القناة           |
| ------ | ------------- | ------------- | ----------- | ---------------- |
| 1      | 9 يونيو 2016  | 25 مايو 2017  | 48          | التلفزيون العربي |
| 1      | 1 يونيو 2017  | 22 يونيو 2017 | 4           | التلفزيون العربي |
| 2      | 20 يوليو 2017 | 10 مايو 2018  | 43          | التلفزيون العربي |
| 3      | 5 يوليو 2018  | 2 مايو 2019   | 43          | التلفزيون العربي |
| 4      | 13 يونيو 2019 | 16 أبريل 2020 | 45          | التلفزيون العربي |
| 5      | 4 يونيو 2020  | 9 أبريل 2021  | 43          | التلفزيون العربي |
| 6      | 26 مايو 2021  | 31 مارس 2022  | 44          | التلفزيون العربي |
| 7      | 19 مايو 2022  | 16 مارس 2023  | 40          | التلفزيون العربي |

## وصلات خارجية
- الموقع الرسمي